# Melgaço
Melgaço este un oraș în Pará (PA), Brazilia.